# Psammophis condanarus
Psammophis condanarus är en ormart som beskrevs av Merrem 1820. Psammophis condanarus ingår i släktet Psammophis och familjen snokar.
Denna orm förekommer med två från varandra skilda populationer i Asien. Den första från östra Pakistan och södra Nepal till centrala Indien, östra Indien och Bangladesh. Den andra populationen hittas från östra Myanmar till centrala Vietnam, södra Kambodja och centrala Malackahalvön. Arten lever i låglandet och i bergstrakter upp till 2000 meter över havet. Habitatet varierar mellan fuktiga gräsmarker, buskskogar, mangrove, skogar och jordbruksmark. Individerna klättrar i växtligheten. De gömmer sig i underjordiska bon som skapades av ödlor. Honor lägger ägg.
Beståndet hotas regionalt av skogsröjningar. Hela populationen anses vara stabil. IUCN kategoriserar arten globalt som livskraftig.

## Underarter
Arten delas in i följande underarter:
- P. c. condanarus
- P. c. indochinensis